# Saint-Pierre-de-l'Isle
Saint-Pierre-de-l'Isle là một xã trong tỉnh Charente-Maritime trong vùng Nouvelle-Aquitaine, tây nam nước Pháp. Xã Saint-Pierre-de-l'Isle nằm ở khu vực có độ cao trung bình 29 mét trên mực nước biển.
Thị trấn này có sông Boutonne chảy qua.